# MUBLCOM
MUBLCOM (englisch Multiple Paths, Beyond-Line-of-Sight Communications) ist ein US-amerikanischer militärischer Kommunikationssatellit, der der Erprobung von mobilen Kommunikationsverbindungen zwischen militärischen Einheiten diente. Der Satellit wurde von der militärischen Forschungsbehörde DARPA finanziert und von Orbital Sciences gefertigt. Er basierte auf dem gleichen Satellitenbus Microstar, der auch in den Orbcomm-Satelliten verwendet wurde. MUBLCOM wird vom United States Army Communications-Electronics Command betrieben.
MUBLCOM wurde zusammen mit dem Forschungssatelliten TERRIERS am 18. Mai 1999 ins All gebracht. Hierzu wurde in der Point Arguello Western Air Drop Zone vor der kalifornischen Küste eine Pegasus-XL HAPS-Rakete abgeworfen. Das Trägerflugzeug TriStar war von der Vandenberg Air Force Base gestartet.
Neben der Kommunikationsnutzlast trägt der Satellit eine Reihe von Laser-Reflektoren, um als Zielsatellit für den DART-Satelliten zu dienen. Dieser sollte ein autonomes Rendezvous-Verfahren testen und mittels Laser-Entfernungsmessern die Entfernung zum Zielsatelliten bestimmen. Eine Kopplung der Satelliten war nicht geplant. Am 15. April 2005 kollidierte der DART-Satellit mit MUBLCOM bei dem Versuch, dieses Annäherungsverfahren zu testen. Beide Satelliten wurden dabei nicht beschädigt.